# Lepidozia fauriana
Lepidozia fauriana là một loài Rêu trong họ Lepidoziaceae. Loài này được Stephani mô tả khoa học đầu tiên năm 1908.